# Amarpatti (Parsa)
Pour les articles homonymes, voir Amarpatti.
Amarpatti (en népalais : अमरपट्टी) est un comité de développement villageois du Népal situé dans le district de Parsa. Au recensement de 2011, il comptait 4 971 habitants.